# Kwon Yu-ri
Kwon Yu-ri (em coreano: hangul: 권유리; hanja: 權俞利; romaniz.: Romanização revisada: Gwon Yu-ri; McCune-Reischauer: Kwŏn Yu-ri; nascida em Goyang, Gyeonggi, Coreia do Sul), mais conhecida na carreira musical apenas como Yuri (em coreano: hangul: 유리; romaniz.: Romanização revisada: Yu-ri), é uma cantora, compositora, dançarina, modelo e atriz sul-coreana. Realizou sua estreia no cenário musical em agosto de 2007 no grupo feminino Girls' Generation, que se tornou um dos artistas sul-coreanos mais vendidos e um dos grupos femininos mais populares da Coreia do Sul. Em agosto de 2018, Yuri estreou como integrante da subunidade Oh!GG. Além de sua carreira musical, ela participou em várias séries de televisão, tais como Fashion King (2012), Local Hero (2016), Gogh, The Starry Night (2016) e Innocent Defendant (2017). Em 2013, Yuri realizou sua estreia no cinema ao estrelar o filme No Breathing.
Yuri realizou sua estreia como cantora solo em outubro de 2018 com o lançamento do extended play The First Scene.

## Biografia
Yuri nasceu em Goyang, Gyeonggi, Coreia do Sul em 5 de dezembro de 1989. Ela tem um irmão mais velho, Kwon Hyuk-jun. Yuri fez uma audição na S.M. Entertainment Casting System e juntou-se à empresa em 2001 depois de terminar em segundo lugar no  SM Youth Best Dancer Contest 2001. Ela então passou por um treinamento de 5 anos e 11 meses antes de sua estréia. Graduou-se na  Neunggok High School em 2008. Ela e Sooyoung foram nomeadas como novas embaixadores da Chung-Ang University em 20 de maio de 2014. Em 15 de fevereiro de 2016, Yuri se formou em Teatro e Filme, e recebeu um Lifetime Achievement Award como embaixadora honorária da escola na cerimônia de formatura.

## Carreira

### 2007-10: Início de carreira
Yuri fez sua estréia oficial como membro do grupo feminino, Girls' Generation em agosto de 2007. Além de suas atividades em grupo, ela teve um pequeno papel em um segmento de televisão, The King's Boyfriend, que fazia parte do documentário Super Junior Show, do grupo juvenil da SM Entertainment, Super Junior. Ela também fez uma aparição como bailarina no filme Attack on the Pin-Up Boys, que também é estrelado por membros do Super Junior.
Em 2008, Yuri teve um papel recorrente na sitcom de 2008 da KBS2, Unstoppable Marriage, onde ela interpretou um estudante do ensino médio junto com seu colega Sooyoung. Em junho, ela cantou um dueto chamado "Kkok (Must!)" com Sooyoung para a trilha sonora da série de televisão da SBS, Working Mom. Yuri também se tornou um membro do elenco na segunda temporada do Kko Kko Tours Single♥Single, um show de namoro entre celebridades.
Em 2009, ela foi anunciada como apresentadora do programa de música Show! Music Core com o colega Tiffany. Em abril, K.Will lançou o videoclipe de "Dropping The Tears", com Yuri. Mais tarde, ele fez uma apresentação especial com ele para uma de suas performances da música no Show! Music Core, tocando piano. No final do ano, Yuri foi escolhida juntamente com Sunny como um dos sete membros do grupo feminino, apelidado de "G7" para o programa de variedades da KBS2, Invincible Youth, onde ela conseguiu uma indicação para "Best Female MC" em O 2010 KBS Entertainment Awards. Como Girls' Generation começou a se preparar para sua estréia no Japão, seus horários ficaram mais agitados. Por causa disso, Yuri e Sunny deixaram o Invincible Youth em junho de 2010. Pela mesma razão, ela e Tiffany também tiveram que sair do Show! Music Core no mês seguinte para se concentrar nas atividades do grupo.
Yuri fez sua primeira contribuição como compositora para o terceiro extended play do Girls' Generation, Hoot, onde ela escreveu a letra da música "Mistake". Em setembro, ela participou da faixa "Like A Soap", do sexto álbum de estúdio do TVXQ, Catch Me.

### 2011-14: Carreira como atriz
Em outubro de 2011, Tiffany e Yuri retornaram ao Show! Music Core, apresentando o programa até janeiro de 2012, quando Yuri deixou o programa novamente para se concentrar em sua estréia como atriz. Em 2012, Yuri estreou como atriz no drama da SBS, Fashion King, ao lado do ator Yoo Ah-in. Yuri recebeu nomeações no 5º Korea Drama Awards e no 2012 SBS Drama Awards por sua atuação como atriz, e recebeu o "New Star Award" em 31 de dezembro.
Em 2013, Girls' Generation lançou seu quarto álbum de estúdio coreano, I Got a Boy, que tem duas das letras de suas faixas co-escritas por Yuri. "Baby Maybe" foi co-escrito por Yuri e seus colegas Sooyoung e Seohyun, enquanto "XYZ" foi escrito com Seohyun. Em junho, ela apareceu ao lado de Hyoyeon no programa da Mnet, Dancing 9.
Yuri fez sua estréia no cinema no mesmo ano, quando foi escalada como protagonista do primeiro filme sobre natação da Coreia do Sul, No Breathing. No filme, Yuri interpretou o papel de Jung-eun, uma garota que sonha em se tornar um músico que também é o interesse amoroso dos dois protagonistas masculinos interpretados por Lee Jong-suk e Seo In-guk. Além de aprender a tocar guitarra para seu personagem, Yuri também cantou duas músicas para a trilha sonora do filme, "Bling Star" e "Twinkle Twinkle", que ela interpretou no filme.

### 2015-17: Programas de variedades e colaborações
Em janeiro de 2015, Yuri ingressou no programa de variedades da MBC, Animals, tornando-se o único membro feminino do elenco. Yuri também foi convidada nos programas Star With Two Job e Dating Alone. Em maio, Yuri foi escolhido para receber o programa de viagens MAPS da Olive TV com Choi Kang-hee. Ela também se juntou ao elenco de Our Neighborhood Arts and Physical Education para seu especial de natação, mostrando suas habilidades de natação pela primeira vez. Em 23 de julho, foi revelado que Yuri foi escolhida como apresentadoraem um reality show da SBS sobre pilotos de rali chamado The Rallyist, ao lado do locutor Bae Sung-jae.
Yuri voltou a atuar em janeiro de 2016, interpretando o papel feminino no thriller de espionagem da OCN, Local Hero. Em 25 de fevereiro, a OnStyle anunciou um novo reality show sobre Yuri e sua prima, a modelo Vivian Cha, intitulado YULVIV MY SISTER. No entanto, o show foi mais tarde adiado. Ela também se juntou ao novo elenco do reality show da SBS, Law of the Jungle, para sua nova temporada que foi filmada na Nova Caledônia. O primeiro episódio do programa foi ao ar em 2 de julho de 2016. Em julho de 2016, Yuri estrelou como protagonista feminina ao lado de Kim Young-kwang no drama da web Gogh, The Starry Night. Depois de estrear em Sohu, a série foi transmitida pela televisão pela SBS. Em agosto de 2016, Yuri lançou um single intitulado "Secret" com o membro Seohyun como parte da SM Station.
Em janeiro de 2017, ela estrelou no drama da SBS, Innocent Defendant, interpretando um advogado.

### 2018-presente: Estreia solo
Em 2018, Yuri vai estrelar a segunda temporada da sitcom, The Sound of Your Heart, como a protagonista feminina. Em janeiro, ela lançou um single intitulado "Always Find You", com DJ Raiden. Ela também foi escolhida para o drama da MBC, Dae Jang Geum Is Watching, que será lançado em setembro.
Em 21 de setembro de 2018, sua empresa anunciou que fará sua estréia solo em outubro e lançará um álbum. Yuri lançou seu primeiro EP, The First Scene, em 4 de outubro de 2018.

## Discografia
A discografia de Yuri é composta por um extended play, uma colaboração, um single promocional e três trilhas sonoras.

### EP
| Título          | Detalhes                                                                                           | Melhores posições | Melhores posições | Vendas |
| Título          | Detalhes                                                                                           | COR               | US World          | Vendas |
| --------------- | -------------------------------------------------------------------------------------------------- | ----------------- | ----------------- | ------ |
| The First Scene | - Lançamento: 4 de outubro de 2018 - Gravadora: SM Entertainment - Formatos: CD e download digital | 2                 | 10                | —      |

### Canções
| Título                                                                                   | Ano                    | Melhor posição | Melhor posição | Vendas                 | Album                   |
| Título                                                                                   | Ano                    | COR Gaon | US World | Vendas                 | Album                   |
| Como artista principal                                                                   | Como artista principal | Como artista principal | Como artista principal | Como artista principal | Como artista principal  |
| ---------------------------------------------------------------------------------------- | ---------------------- | --- | --- | ---------------------- | ----------------------- |
| "Into You"                                                                               | 2018                   | data-sort-value="" style="background: #DDF; color: #2C2C2C; vertical-align: middle; text-align: center; " class="no table-no2" \| ASA | data-sort-value="" style="background: #DDF; color: #2C2C2C; vertical-align: middle; text-align: center; " class="no table-no2" \| ASA | —                      | The First Scene         |
| Colaborações                                                                             |                        | | |                        |                         |
| "Always Find You" (com Raiden)                                                           | 2018                   | — | — | —                      | S.M. Station Season 2   |
| Singles promocionais                                                                     |                        | | |                        |                         |
| "Secret" (com Seohyun)                                                                   | 2016                   | 149 | 10 | - COR: 11,481          | Lançamento sem álbum    |
| Trilhas sonoras                                                                          |                        | | |                        |                         |
| "Kkok" (com Sooyoung)                                                                    | 2008                   | — | — | —                      | Working Mom soundtrack  |
| "Bling Star" (com Masyta Band)                                                           | 2013                   | — | — | —                      | No Breathing soundtrack |
| "Twinkle Twinkle" (com Masyta Band)                                                      | 2013                   | — | — | —                      | No Breathing soundtrack |
| "—" indica lançamentos que não figuraram nas paradas ou não foram lançados nessa região. |                        | | |                        |                         |

## Filmografia

### Filmes
| Ano  | Título                                                   | Role      | Notas                       |
| ---- | -------------------------------------------------------- | --------- | --------------------------- |
| 2007 | Attack on the Pin-Up Boys                                | Bailarina | Cameo                       |
| 2012 | I AM. – SM Town Live World Tour in Madison Square Garden | Ela mesma | Filme biográfico de SM Town |
| 2013 | No Breathing                                             | Jung-eun  | Papel principal             |
| 2015 | SMTown: The Stage                                        | Ela mesma | Filme biográfico de SM Town |

### Dramas de televisão
| Ano     | Título                       | Rede de TV | Role          | Notas           | Ref    |
| ------- | ---------------------------- | ---------- | ------------- | --------------- | ------ |
| 2007–08 | Unstoppable Marriage         | KBS        | Kwon Yu-ri    | Papel de apoio  |        |
| 2012    | Fashion King                 | SBS        | Choi An-na    | Papel principal |        |
| 2015    | Kill Me, Heal Me             | MBC        | Ahn Yo-na     | Cameo Ep 20     | [ 44 ] |
| 2016    | Local Hero                   | OCN        | Bae Jung-yeon | Papel principal |        |
| 2016    | Gogh, The Starry Night       | Sohu, SBS  | Go-ho         | Papel principal | [ 45 ] |
| 2017    | Innocent Defendant           | SBS        | Seo Eun-hye   | Papel principal |        |
| 2018    | Sound of Your Heart - Reboot | KBS2       | Aebong        | Papel principal |        |
| 2018    | Dae Jang Geum Is Watching    | MBC        | Bok Seung-ah  | Papel principal | [ 35 ] |

### Aparição em Videoclipes
| Ano  | Título               | Cantor(a)                       |
| ---- | -------------------- | ------------------------------- |
| 2006 | "Beautiful Life"     | DBSK                            |
| 2012 | "Tears are Dropping" | K.Will                          |
| 2012 | "Jjalajjajja"        | Jo Hyunmi & Seohyun             |
| 2014 | "Without You"        | S (Kangta, Lee Jihoon, Hyesung) |